# Elisabeth Evertsprijs
De Elisabeth Evertsprijs is een aanmoedigingsprijs, bestaande uit een geldbedrag van € 7.000, die elke twee jaar wordt uitgereikt aan een jong, Nederlands muziektalent van uitzonderlijk niveau. De prijs wordt uitgereikt door de Stichting Elisabeth Everts Fonds en is vernoemd naar Elisabeth Everts (1920-1948) die in 1948 jong overleed door een vliegtuigongeluk toen zij op tournee door Indonesië was. Ze was destijds een leerlinge van de pianiste en pedagoge Nelly Wagenaar. Everts' moeder, die zelf violiste was, besloot toen om met de verzekeringsuitkering een fonds op te richten om de naam van Elisabeth Everts levend te houden en om jonge en veelbelovende musici te kunnen steunen. De eerste prijs werd uitgereikt in 1949 aan Toos Onderdenwijngaard, piano

## Laureaten
- 1949 Toos Onderdenwijngaard, piano[2]
- 1951 Jaap Geraedts en Sas Bunge
- 1952 Trudelies Leonhardt, Bernard Bartelink en Henny Nissink[3]
- 1959 Sveta Milic
- 1961 Barbara Odé
- 1962 Albert Dunning
- 1967 Jet Barendregt – Röling
- 1969 Antoine Oomen en Marja Bon
- 1976 Jan Willem Jansen
- 1977 Ronald Brautigam, piano
- 1981 Jacob Slagter, hoorn
- 1984 Bernd Brackman, piano
- 1986 Pieter Wispelwey, cello[4]
- 1988 Ivo Janssen
- 1990 Wibi Soerjadi, piano
- 1992 Lawrence Renes, dirigent
- 1994 Armand Gouder de Beauregard
- 1996 Folke Nauta, piano[5]
- 1999 Micha Hamel, componist
- 2000 David Kweksilber, rieten[6]
- 2002 Frederieke Saeijs, viool
- 2004 Ralph van Raat, piano
- 2006 Cora Burggraaf, mezzosopraan
- 2008 Felicia van den End, dwarsfluit
- 2010 Hannes Minnaar, piano[7]
- 2012 Remy van Kesteren, harp
- 2014 Ella van Poucke, celliste[8]
- 2016 Raoul Steffani, bariton[9]
- 2018 Shin Sihan